# 알렉산드라 시코라
알렉산드라 프란치슈카 시코라(폴란드어: Aleksandra Franciszka Sikora, 1991년 2월 7일 ~ )는 폴란드의 여자 축구 선수로, 현재 이탈리아 세리에 A 펨미닐레의 유벤투스 FC 위민에서 활동하고 있다. 포지션은 수비수이며, 미드필더로도 뛸 수 있다.

## 클럽 경력
폴란드의 3부 여자 축구 리그인 II 리가 코비에트에 소속되어 있던 여자 축구 클럽인 프로미엔 모스티 유스 팀에서 선수 생활을 시작했다. 2009년에 메디크 코닌에 합류하면서 엑스트랄리가 무대에 데뷔했으며 엑스트랄리가 103경기에서 65골을 기록했다.
원래는 공격수로 활동했지만 메디크 코닌의 감독을 역임했던 로만 야슈차크, 니나 파탈론의 지시에 따라 미드필더, 수비수로 전향하게 된다. 2017년에는 이탈리아 세리에 A 펨미닐레 소속 여자 축구 클럽인 브레시아 칼초로 이적했고 2018년에는 유벤투스로 이적했다.

## 국가대표 경력
폴란드 여자 U-19 축구 국가대표팀 선수로 활동했으며 2011년 11월 23일에 열린 북마케도니아와의 UEFA 여자 유로 2013 예선 경기에 출전하면서 폴란드 여자 축구 국가대표팀 선수로 데뷔했다. 2014년부터는 폴란드 여자 축구 국가대표팀의 주장을 역임했다.

## 수상
메디크 코닌
- 엑스트랄리가 4회 우승 (2013-14, 2014-15, 2015-16, 2016-17), 3회 준우승 (2010-11, 2011-12, 2012-13)
- 폴란드 여자컵 5회 우승 (2012-13, 2013-14, 2014-15, 2015-16, 2016-17), 1회 준우승 (2011-12)

브레시아 칼초
- 세리에 A 펨미닐레 1회 준우승 (2017-18)
- 여자 코파 이탈리아나 1회 준우승 (2017-18)
- 여자 수페르코파 이탈리아나 1회 우승 (2017)

유벤투스
- 세리에 A 펨미닐레 1회 우승 (2018-19)
- 여자 코파 이탈리아나 1회 우승 (2018-19)